# Treedom
Treedom ist eine Online-Plattform, die es ermöglicht, gegen Bezahlung Bäume in verschiedenen Ländern der Welt pflanzen zu lassen. Die Plattform ermöglicht es Nutzern ein Foto des mit ihrem Beitrag gepflanzten Baumes sowie dessen GPS-Koordinaten zu erhalten; darüber hinaus erhalten die Nutzer regelmäßige Informationen über das Projekt, in dem der jeweilige Baum wächst.

## Geschichte und Beschreibung
Treedom wurde im Jahr 2010 von Federico Garcia und Tommaso Speroni in Florenz gegründet. Das Social Business setzte sich zum Ziel, gemeinsam mit lokalen Kleinbauern agroforstwirtschaftliche Projekte aufzubauen, um ökologische und soziale Vorteile zu erzielen. Die Aktivitäten der Organisation tragen zu 10 der 17 UN-Ziele für nachhaltige Entwicklung (Sustainable Development Goals, SDG) bei: Bekämpfung von Abholzung, Bodenerosion und CO2-Ausstoß, Schutz der Biodiversität und von Landökosystemen, nachhaltige Nahrungsmittelproduktion und Einkommenssicherheit für Kleinbauern, Bekämpfung von Armut, Förderung von Bildung und Geschlechtergleichstellung, Förderung nachhaltiger Arbeitsmöglichkeiten und Aufbau einer widerstandsfähigen Infrastruktur.
Treedom führt Agroforstprojekte in Zusammenarbeit mit kleinen landwirtschaftlichen Kollektiven, lokalen Gemeinschaften und NGOs in Ländern wie Kenia, Tansania, Ecuador, Italien und Haiti durch. Wenn eine Person einen bestimmten Baum kauft, wird dieser in einer Baumschule aufgezogen. Das Wachstum des Baumes kann mithilfe von GPS-Tracking und Fotos der transplantierten Bäume verfolgt werden. Sobald ein Baum gekauft wurde, kann dieser auf der Plattform auch verschenkt werden.
Alle Bäume, einschließlich der Früchte, gehören den Bauern, die sie gepflanzt haben. Der Bauer, der einen Baum pflanzt, bleibt für dessen Überleben verantwortlich und kümmert sich um die Bäume. Die Organisation bietet Unterstützung durch Schulungen in der Agrarforstwirtschaft.
Im März 2023 gab Treedom an, mit über 200.000 Bauern zusammenzuarbeiten und insgesamt 3,7 Millionen Bäume in Asien, Afrika, Zentral- und Südamerika sowie Italien gepflanzt zu haben.